# Torneio de Candidatas de 2024
O Torneio de Candidatas da FIDE 2024 será um torneio de xadrez de oito jogadores realizado para determinar o desafiante ao Campeonato Mundial Feminino de Xadrez de 2025. Está programado para ser realizado de 3 a 22 de abril de 2024 em Toronto, Canadá, juntamente com o Torneio de Candidatos de 2024.
Será um torneio round-robin duplo.  A vencedora do torneio ganhará o direito de jogar a partida do Campeonato Mundial Feminino de Xadrez em 2025 contra a atual Campeã Mundial Feminina de Xadrez Ju Wenjun.
Foi vencido pela GM Tan Zhongyl que desafiará a GM Ju Wenjun

## Participantes
As seguintes jogadoras se qualificaram para o Torneio de Candidatos.
| Método de Qualificação                                                  | Jogador                | Rating (março de 2024) |
| ----------------------------------------------------------------------- | ---------------------- | ---------------------- |
| Vice-campeã do Campeonato Mundial Feminino de 2023                      | Lei Tingjie            | 2550                   |
| Os dois primeiros colocados no Grande Prêmio Feminino de 2022–23        | Kateryna Lagno         | 2542                   |
| Os dois primeiros colocados no Grande Prêmio Feminino de 2022–23        | Aleksandra Goryachkina | 2553                   |
| As três primeiras colocadas na Copa do Mundo de Xadrez Feminino de 2023 | Nurgyul Salimova       | 2426                   |
| As três primeiras colocadas na Copa do Mundo de Xadrez Feminino de 2023 | Anna Muzychuk          | 2520                   |
| As duas primeiras colocadas no Women's Grand Swiss 2023                 | R Vaishali             | 2481                   |
| As duas primeiras colocadas no Women's Grand Swiss 2023                 | Tan Zhongyi            | 2520                   |
| Maior rating de janeiro de 2024                                         | Koneru Humpy           | 2546                   |

## Formato
O torneio é um torneio round robin duplo para oito jogadores, o que significa que há 14 rodadas em que cada jogador enfrenta os outros duas vezes: uma vez com as peças pretas e outra com as peças brancas. O vencedor do torneio se qualificará para enfrentar Ju Wenjun pelo Campeonato Mundial em 2024.
O controle de tempo é de 90 minutos para os primeiros 40 lances, depois 30 minutos para o resto do jogo, mais um incremento de 30 segundos por lance a partir do lance 1. Os jogadores ganham 1 ponto por vitória, ½ ponto por empate e 0 pontos por perda.
O prêmio em dinheiro é de € 24.000 para o primeiro lugar, € 18.000 para o segundo lugar e € 12.000 para o terceiro lugar (com os jogadores com o mesmo número de pontos compartilhando o prêmio em dinheiro, independentemente do desempate), mais € 1.750 por meio ponto para cada jogador, por um prêmio total de € 250.000.